# Corte Palasio
Corte Palasio ist eine italienische Gemeinde mit 1536 Einwohnern (Stand 31. Dezember 2023) in der Provinz Lodi in der Region Lombardei.

## Ortsteile
Im Gemeindegebiet liegen neben dem Hauptort Terraverde-Corte Palasio die Fraktion Cadilana, sowie die Wohnplätze Bastia Molina, Dosso, Prada und Ronchi.